# Banisia plagifera
Banisia plagifera är en fjärilsart som beskrevs av Butler 1886. Banisia plagifera ingår i släktet Banisia och familjen Thyrididae. Inga underarter finns listade i Catalogue of Life.